# 324 v. Chr.
Portal Geschichte | Portal Biografien | Aktuelle Ereignisse | Jahreskalender | Tagesartikel

◄ |
5. Jahrhundert v. Chr. |
4. Jahrhundert v. Chr. |
3. Jahrhundert v. Chr. |
►

◄ | 340er v. Chr. | 330er v. Chr. | 320er v. Chr. | 310er v. Chr. |
300er v. Chr. |
►

◄◄ | ◄ | 327 v. Chr. | 326 v. Chr. | 325 v. Chr. | 324 v. Chr. |
323 v. Chr. |
322 v. Chr. |
321 v. Chr. |
► |
►►

## Ereignisse

### Politik und Weltgeschehen

#### Griechenland / Reich Alexanders des Großen
- Januar: Alexander der Große kehrt von seinem Indienfeldzug nach Susa zurück.
- Februar: Alexander der Große feiert in Susa Hochzeit mit Stateira, Tochter von Dareios III., sowie mit Parysatis, Tochter von Artaxerxes III.; zugleich werden 10.000 makedonische Soldaten mit persischen Frauen verheiratet.
- August: Meuterei makedonischer Soldaten gegen Alexander in Opis gegen dessen Politik der Begünstigung der Perser.
- 4. August: Nikanor von Stageira lässt auf Anweisung Alexanders des Großen während der Olympischen Spiele das Verbanntendekret in Olympia vor rund 20.000 Verbannten proklamieren, wonach alle griechischen Exilierten begnadigt werden sollten und mit makedonischer Garantie in ihre Heimatstaaten zurückkehren können.

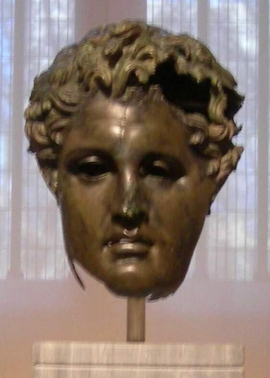
Bronzebüste des Hephaistion (zeitgenössisch)

- Herbst: Nachdem Alexander über 10.000 makedonische Soldaten in die Heimat entlassen hat, zieht er nach Ekbatana. Hier stirbt sein Freund Hephaistion, den Alexander zum Chiliarchen (Wesir) gemacht hatte; Nachfolger in diesem Amt wird Perdikkas.
- Ende des Jahres trifft Alexander Vorbereitungen für einen Feldzug gegen Karthago; außerdem entsendet er eine Expedition unter Androsthenes zur Umsegelung Arabiens.
- Harpalos-Affäre: Mehrere athenische Politiker werden beschuldigt, von Harpalos, dem Schatzmeister Alexanders des Großen, bezahlt worden zu sein.
- Griechische Kolonisten gründen die Stadt Alicante als Akra Leuke.

#### Westliches Mittelmeer
- Lucius Papirius Cursor wird römischer Diktator.

## Geboren
- Antiochos I. Soter, späterer König aus der Dynastie der Seleukiden († 261 v. Chr.)

## Gestorben
- Agathon, Offizier Alexanders des Großen
- Abulites, persischer Statthalter in Susa
- Astaspes, persischer Statthalter
- Hephaistion Amyntoros, Freund Alexanders des Großen (* 356 v. Chr.)
- Herakon, makedonischer Offizier Alexanders des Großen
- Lykurgos von Athen, griechischer Redner und Politiker (* um 390 v. Chr.)